# Image Award/Beste Hauptdarstellerin
Image Award: Beste Hauptdarstellerin (Outstanding Actress in a Motion Picture)

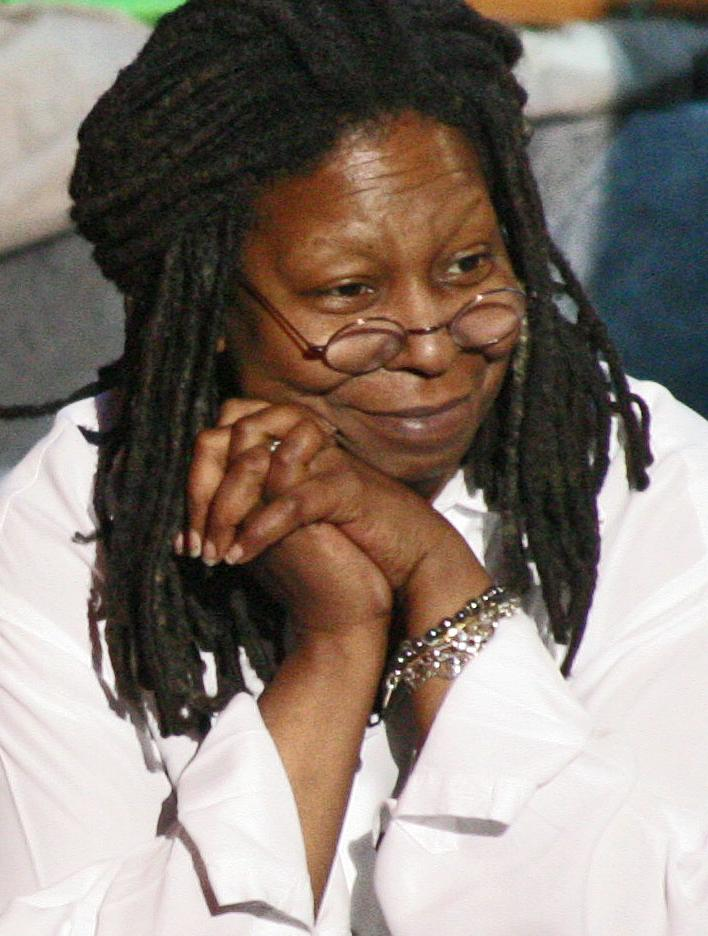
Mit fünf Auszeichnungen die erfolgreichste Hauptdarstellerin bei den Image Awards: Whoopi Goldberg

| Statistik                          | Name            | Anzahl | Jahr                                                |
| ---------------------------------- | --------------- | ------ | --------------------------------------------------- |
| Häufigste Auszeichnungen           | Whoopi Goldberg | 5      | 1988, 1990, 1992, 1993, 1994                        |
| Häufigste Nominierungen (* = Sieg) | Whoopi Goldberg | 8      | 1988*, 1990*, 1992*, 1993*, 1994*, 1996, 1997, 2002 |
| Häufigste Nominierungen ohne Sieg  | Alfre Woodard   | 3      | 1999, 2002, 2009                                    |
| Häufigste Nominierungen ohne Sieg  | Vivica A. Fox   | 3      | 1998, 2002, 2003                                    |

## 1960er Jahre
1969
Estelle Evans – Haß (The Learning Tree)

## 1970er Jahre
1970
Barbara McNair – … aber das Blut ist immer rot (If He Hollers, Let Him Go!)

## 1980er Jahre
1982
Jayne Kennedy – Body and Soul

1984
Jennifer Beals – Flashdance

1986
Tina Turner – Mad Max – Jenseits der Donnerkuppel (Mad Max Beyond Thunderdome)

1988
Whoopi Goldberg – Die Farbe Lila (The Color Purple)

## 1990er Jahre
1990
Whoopi Goldberg – Fatal Beauty

1991
Ruby Dee – Do the Right Thing

1992
Whoopi Goldberg – Ghost – Nachricht von Sam (Ghost)

1993
Whoopi Goldberg – Der lange Weg (The Long Walk Home)

1994
Whoopi Goldberg – Sister Act – Eine himmlische Karriere (Sister Act)

1995
Angela Bassett – Tina – What’s Love Got to Do with It? (What’s Love Got to Do with It)

1996
Angela Bassett – Warten auf Mr. Right (Waiting to Exhale)
- Whoopi Goldberg – Kaffee, Milch und Zucker (Boys on the Side)
- Jennifer Beals – Teufel in Blau (Devil in a Blue Dress)
- Halle Berry – Die andere Mutter (Losing Isaiah)
- Whitney Houston – Warten auf Mr. Right (Waiting to Exhale)

1997
Whitney Houston – Rendezvous mit einem Engel (The Preacher’s Wife)
- Jada Pinkett Smith – Set It Off
- Queen Latifah – Set It Off
- Phylicia Rashad – Once Upon a Time… When We Were Colored
- Whoopi Goldberg – Das Attentat (Ghosts of Mississippi)

1998
Vanessa Lynn Williams – Soul Food
- Lynn Whitfield – Eve’s Bayou
- Nia Long – Love Jones
- Vivica Fox – Soul Food
- Pam Grier – Jackie Brown

1999
Angela Bassett – Stella’s Groove – Männer sind die halbe Miete (How Stella Got Her Groove Back)
- Halle Berry – Bulworth
- Regina King – Der Staatsfeind Nr. 1 (Enemy of the State)
- Alfre Woodard – Down in the Delta
- Oprah Winfrey – Menschenkind (Beloved)

## 2000er Jahre
2000
Nia Long – The Best Man – Hochzeit mit Hindernissen (The Best Man)
- Monica Calhoun – The Best Man – Hochzeit mit Hindernissen (The Best Man)
- Debbi Morgan – Hurricane (The Hurricane)
- LisaGay Hamilton – Ein wahres Verbrechen (True Crime)
- Rosario Dawson – Light It Up

2001
Sanaa Lathan – Love & Basketball
- Jada Pinkett Smith – It’s Showtime (Bamboozled)
- Nia Long – Big Mamas Haus (Big Momma’s House)
- Angela Bassett – Boesman and Lena
- Vanessa Lynn Williams – Shaft – Noch Fragen? (Shaft)

2002
Halle Berry – Passwort: Swordfish (Swordfish)
- Regina King – Einmal Himmel und zurück (Down to Earth)
- Alfre Woodard – K-PAX – Alles ist möglich (K-PAX)
- Vivica Fox – Two Can Play That Game
- Whoopi Goldberg – Kingdom Come

2003
Angela Bassett – Land des Sonnenscheins – Sunshine State (Sunshine State)
- Jennifer Lopez – Manhattan Love Story (Maid in Manhattan)
- Sanaa Lathan – Brown Sugar
- Vivica Fox – Juwanna Mann
- Thandie Newton – The Truth About Charlie

2004
Queen Latifah – Haus über Kopf (Bringing Down the House)
- Beyoncé Knowles – Fighting Temptations (The Fighting Temptations)
- Halle Berry – Gothika
- Keisha Castle-Hughes – Whale Rider
- Gabrielle Union – Deliver Us from Eva

2005
Kerry Washington – Ray
- Irma P. Hall – Ladykillers (The Ladykillers)
- Kimberly Elise – Woman Thou Art Loosed
- Gabrielle Union – Breakin’ All the Rules
- Angela Bassett – Mr. 3000

2006
Kimberly Elise – Das verrückte Tagebuch (Diary of a Mad Black Woman)
- Queen Latifah – Beauty Shop
- Rosario Dawson – Rent
- Zhang Ziyi – Die Geisha (Memoirs of a Geisha)
- Zoë Saldaña – Guess Who – Meine Tochter kriegst du nicht! (Guess Who)

2007
Keke Palmer – Akeelah ist die Größte (Akeelah and the Bee)
- Beyoncé Knowles – Dreamgirls
- Sanaa Lathan – Neue Liebe, neues Glück (Something New)
- Queen Latifah – Noch einmal Ferien (Last Holiday)
- Penélope Cruz – Volver – Zurückkehren (Volver)

2008
Jurnee Smollett – The Great Debaters
- Taraji P. Henson – Talk to Me
- Halle Berry – Eine neue Chance (Things We Lost in the Fire)
- Jill Scott – Why Did I Get Married?
- Angelina Jolie – Ein mutiger Weg (A Mighty Heart)

2009
Rosario Dawson – Sieben Leben (Seven Pounds)
- Angela Bassett – Meet the Browns
- Alfre Woodard – The Family That Preys
- Dakota Fanning – Die Bienenhüterin (The Secret Life of Bees)
- Queen Latifah – Die Bienenhüterin (The Secret Life of Bees)

## 2010er Jahre
2010
Gabourey Sidibe  – Precious – Das Leben ist kostbar (Precious)
- Taraji P. Henson – (I Can Do Bad All By Myself)
- Sandra Bullock – (The Blind Side)
- Anika Noni Rose – Küss den Frosch (The Princess and the Frog)
- Sophie Okonedo – Skin – Schrei nach Gerechtigkeit (Skin)

2011
Halle Berry – (Frankie and Alice)
- Janet Jackson – (Auch Liebe macht mal Ferien 2)
- Queen Latifah – (Just Wright)
- Kerry Washington – (Night Catches Us)
- Zoë Saldaña – (The Losers)

2012
Viola Davis – The Help (The Help)
- Emma Stone – The Help (The Help)
- Adepero Oduye – (Pariah)
- Zoë Saldaña – Colombiana
- Paula Patton – (Jumping the Broom)

2013
Viola Davis – (Won't Back Down)
- Halle Berry – Cloud Atlas
- Emayatzy Corinealdi – (Middle of Nowhere)
- Loretta Devine – (In the Hive)
- Quvenzhané Wallis – (Beasts of the Southern Wild)